# فیتچبرگ (کنتاکی)
فیتچبرگ (به انگلیسی: Fitchburg) یک منطقهٔ مسکونی در ایالات متحده آمریکا است که در کنتاکی واقع شده‌است. فیتچبرگ ۲۲۱٫۹ متر بالاتر از سطح دریا قرار دارد.